# Jakie Quartz
Pour les articles homonymes, voir Jakie Quartz (homonymie) et Quartz.
Jacqueline Cuchet, dite Jakie Quartz, née le 31 juillet 1955 à Paris, est une auteure-compositrice-interprète française.
Elle est surtout connue pour son tube Mise au point (1983), ainsi que pour les chansons Vivre ailleurs (1986) et À la vie, à l'amour (1987).

## Biographie

### Débuts
Jakie Quartz naît à Paris en 1955, sous le nom de Jacqueline Cuchet. Elle passe son enfance en Bretagne, où elle est élevée par sa mère à La Poterie. Élève dissipée, elle se fait renvoyer de son lycée et part vivre à Paris. Elle y suit les cours Sylvia-Monfort pour apprendre la comédie, le chant, les claquettes et la danse classique.
En 1981, elle sort un 45-tours (son prénom est alors orthographié Jackie) chez Pathé-Marconi EMI, Histoire éphémère, dont la diffusion reste confidentielle. Elle parvient à se faire engager dans la troupe de la comédie musicale Revue et corrigée montée par Bob Decout au Casino de Paris aux côtés d'Annie Girardot, Catherine Lara, Guesch Patti, Manu Katche (batterie) et Jean-Paul Gaultier (costumes). Le spectacle reste à l'affiche quelques semaines seulement. Grâce à cette comédie musicale, elle fait sa première apparition à la télévision.

### Succès
Au cours d'une participation à l'émission Le Grand Échiquier (Jacques Chancel), elle rencontre le compositeur arrangeur Gérard Anfosso. Ensemble, ils travaillent (elle aux textes, lui aux musiques) sur un premier album qui inclut l'un des tubes de l'été 1983, Mise au point. Le single atteint la 2e place des ventes et s'écoule à plus de 800 000 exemplaires. Une version en italien est distribuée sous le titre Se mi cercherai. Par le biais du compositeur, la chanteuse rencontre son agent, Bertrand le Page (qui sera aussi celui de Buzy et de Mylène Farmer). La carrière de l'artiste est lancée.
En 1984 sort son deuxième album Alerte à la blonde, cette fois sans Gérard Anfosso. L'album est réalisé par Michel Cœuriot et Claude Sahakian. Elle écrit de nouveau les textes et se met à composer pour la première fois. Ce sont Pierre et Gilles qui sont derrière la pochette : « On voulait la photographier avec une énorme peluche mais elle a préféré quelque chose de plus agressif, d’où l’idée du bâton de dynamite avec lequel elle allume sa cigarette ». L'impact est moindre que le précédent. Un premier extrait, Mal de vivre, est mis sur le marché, suivi quelques mois plus tard d'un deuxième single, Histoire sans paroles. Elle dévoile à la fin de l'année 1985 un nouveau single Jeu dangereux , extrait de son album en préparation. La chanson passe inaperçue.
La chanteuse renoue avec le succès en 1986 avec le 45 tours Vivre ailleurs (produit par Secret Service), dernier titre de son troisième album Jour et nuit qui n'était pas prévu. Vivre ailleurs devient un tube, manquant de peu le top 10 en France et s'écoule à plus de 300 000 exemplaires. Une version anglaise BB Remember Me est également enregistrée.
En 1987, Jakie Quartz retravaille avec Gérard Anfosso et enregistre son quatrième album, Émotion au pluriel. Elle classe alors un autre titre au Top 50, À la vie, à l'amour (n°30). Ce titre fait même une apparition dans les classements anglais (n° 55) début 1989, sous une version légèrement remixée. La chanson « Émotion », elle aussi extraite de cet album, manque de peu le Top 50.

### Déclin progressif et tentative de retour
Le single Non mais qu'est-ce que tu crois sort en 1989 mais rencontre un échec commercial, les stations de radio refusant de diffuser la chanson parce que le texte est trop osé. Elle participe néanmoins à la chanson Pour toi Arménie, écrite par Charles Aznavour et composée par Georges Garvarentz, avec d'autres chanteurs, personnalités de la télévision et comédiens français de l'époque.
Son cinquième album, Jakie Quartz, et ses singles suivants, à l'aube des années 1990, ne rencontrent pas le même écho ; elle décide de quitter son agent.
En 1995 sort une compilation de ses meilleurs morceaux, agrémentés de plusieurs titres inédits.
En 2003, l'artiste tente un retour avec Si demain (extrait inédit de sa nouvelle compilation) et en 2004, elle revient à la télévision et participe à l'émission de TF1 Retour gagnant (remportée par Jean-Luc Lahaye). Durant l'été 2005, elle se produit en galas aux quatre coins de la France. Puis elle rejoint la tournée RFM Party 80, pour une série de concerts dans les Zénith de France.

### Depuis 2013
Fin 2013, sous l'emprise de l'alcool et d'antidépresseurs, Jakie Quartz assène à sa mère des coups qui entraînent une incapacité totale de travail de dix jours. Elle reconnait son addiction à l'alcool. Elle doit se soumettre à des obligations de soins,, est jugée et condamnée à trois mois de prison (avec sursis). Sa mère dira regretter avoir déposé une plainte contre sa fille et lui pardonnera ; elle meurt paisiblement à leur domicile en 2016. Inspirée par cette épreuve, Jakie Quartz coécrit le texte d'une nouvelle chanson (avec Franck Le Hen et Andry Paul), Mise à l'épreuve.
En janvier 2019, Jakie Quartz sort un coffret contenant ses quatre albums CBS ainsi que toute sa discographie de 1983 à 1989. Des remixes, versions instrumentales et alternatives sont également présentes en bonus. Jakie Quartz intègre la tournée Drôles de dames qui se produit à travers toute la France, avec d'autres chanteuses comme Sabine Paturel, Caroline Loeb, et Bibie.
Depuis 2023, Jakie Quartz se produit avec d'autres artistes emblématiques de la décennie 80, dans le cadre de la tournée Totalement 80. Elle y interprète ses plus grands tubes et part à la rencontre du public partout en France, ainsi qu'en Belgique.
Le 19 juin 2024, est publié un titre inédit, Eldorado Rêveur. L'enregistrement vocal par la chanteuse, datant de la fin de années 90, a été remis au goût du jour.

## Discographie

### Albums

#### Compilations
- 1990 : Bravo à Jakie Quartz

- 2011 : Best Of (Le Meilleur des Années 80)
- 2012 : Référence 80 - Tubes, Inédits, Versions Longues
- 2019 : Les Années CBS 1983/1989

### Singles
| Titre                                                               | Année | Meilleur classement | Meilleur classement | Certifications | Album              |
| Titre                                                               | Année | FRA                 | R-U                 | Certifications | Album              |
| ------------------------------------------------------------------- | ----- | ------------------- | ------------------- | -------------- | ------------------ |
| Histoire éphémère                                                   | 1981  | —                   | —                   |                | single uniquement  |
| Mise au point                                                       | 1983  | 2                   | —                   | - SNEP : Or    | Mise au point      |
| Dernière Fois/Amour Exil (45t promo)                                | 1983  | —                   | —                   |                | Mise au point      |
| Mal de vivre                                                        | 1984  | —                   | —                   |                | Alerte à la blonde |
| Histoire sans paroles                                               | 1984  | —                   | —                   |                | Alerte à la blonde |
| Jeu dangereux                                                       | 1985  | —                   | —                   |                | Jour et Nuit       |
| Vivre ailleurs                                                      | 1986  | 11                  | —                   |                | Jour et Nuit       |
| À la vie, à l'amour                                                 | 1987  | 30                  | 55                  |                | Émotion au pluriel |
| Émotion (Le jour se lève)                                           | 1987  | —                   | —                   |                | Émotion au pluriel |
| Amour blessé                                                        | 1988  | —                   | —                   |                | Émotion au pluriel |
| Non mais qu'est-ce que tu crois ?                                   | 1989  | —                   | —                   |                | single uniquement  |
| Mais dis-moi                                                        | 1990  | —                   | —                   |                | Jakie Quartz       |
| Tout ce que tu voudras                                              | 1990  | —                   | —                   |                | Jakie Quartz       |
| Comme un rêve                                                       | 1992  | —                   | —                   |                | Jakie Quartz       |
| Le Meilleur de toi-même                                             | 1995  | —                   | —                   |                | Présent passé      |
| Que sont-ils devenus ? (La Photo)                                   | 1996  | —                   | —                   |                | Présent passé      |
| Si demain                                                           | 2003  | —                   | —                   |                | Jakie Quartz       |
| Mise à l'épreuve                                                    | 2015  | —                   | —                   |                | single uniquement  |
| « — » indique que le single n'est pas sorti ou classé dans le pays. |       |                     |                     |                |                    |